# Sitio de Belfort
El sitio de Belfort tuvo lugar del 3 de noviembre de 1870 al 18 de febrero de 1871, durante la guerra franco-prusiana. La ciudad de Belfort resistió el asedio y los ataques prusianos hasta que el gobierno de la Defensa Nacional ordenó la rendición de la ciudad tras 104 días de asedio, habiéndose firmado el armisticio entre los beligerantes el 15 de febrero de 1871.

## Antecedentes
La ciudad de Belfort está situada en la brecha homónima que separa el sur montañoso de los Vosgos y el macizo del Jura, estratégicamente situada como puerta de entrada entre Alsacia y el centro de Francia. Al principio de la guerra, el ejército francés del Rin fue derrotado en el norte de Alsacia. La caída de Estrasburgo, el 28 de septiembre de 1870, permitió al ejército alemán al mando de August von Werder avanzar hasta Belfort. Al enterarse de que el ejército alemán se acercaba, Pierre Philippe Denfert-Rochereau, comandante de las unidades de defensa de Belfort, ordenó la construcción de fortificaciones alrededor de la ciudad, ampliando aquellas construidas originalmente por Vauban.

## Asedio
Las fuerzas de Werder llegaron a Belfort e iniciaron los ataques sobre la ciudad el 3 de noviembre. La intransigente resistencia de las fuerzas francesas impidió a los alemanes completar un cerco efectivo a la ciudad. Negándose a permitir la evacuación de la población civil, en diciembre de 1870 los alemanes comenzaron a bombardear la ciudad. Tras varios meses de combate, el general francés Charles Denis Bourbaki reunió un ejército con la intención de ayudar a las fuerzas retenidas en Belfort. El 15 de enero de 1871, Bourbaki atacó a las tropas de Werder a lo largo del río Lisaine; sin embargo, tras una batalla de tres días, la ofensiva francesa fue rechazada y su ejército se vio obligado a retirarse a Suiza. Las fuerzas alemanas, impacientes por la duración del asedio, retoman las hostilidades el 27 de enero de 1871, después de que el general von Tresckow ordenase un ataque contra la ciudad que es rechazado, reanudándose las operaciones de asedio.

## Resultado
El 15 de febrero se firmó en Versalles un armisticio entre Francia y Alemania. Louis Adolphe Thiers, presidente del Gobierno de Defensa Nacional, envió un mensaje urgente a Denfert-Rochereau ordenándole la rendición de la plaza. El 18 de febrero, la guarnición de Belfort salió de la ciudad con todos los honores de la guerra, llevándose sus armas y su tren de equipajes.
En reconocimiento a la heroica defensa francesa en Belfort, según los términos del Tratado de Fráncfort, la ciudad y sus alrededores no fueron entregados a Alemania, a diferencia del resto de Alsacia. En 1880 se inauguró la escultura monumental del León de Belfort en homenaje a los defensores de la ciudad, así como una plaza en París fue bautizada en honor al coronel Denfert-Rochereau.